# Зобнатица
Зобнатица (мађ. Andrásnépe) је насеље у општини Бачка Топола, у Севернобачком округу, у Србији.
Налази се 25 km јужно од Суботице, а 5 km северно од Бачке Тополе, на магистралној саобраћајници Суботица—Нови Сад—Београд (стари међународни пут Е-75). Од Новог Сада је удаљена 75 km а од Београда 145 km. Према попису из 2022. било је 148 становника.
Зобнатица је позната по чувеној ергела коња, чија су грла владала хиподромима бивше Југославије. Овде се налазе Музеј коњарства у Зобнатици и парк природе Зобнатица.

## Порекло имена
Само име Зобнатица потиче од речи „зобница“, односно платнена торба из које се хране коњи.

## Историја
За насеље се зна пар векова уназад, али први писани документи потичу из времена царице Марије Терезије која је овај посед, као награду за војне заслуге, поклонила Шимону Војнићу (или Бели Војнићу), који се сматра и оснивачем ергеле, која званично постоји од 1779. године.

## Демографија
Становништво у овом насељу је мешовито, уз релативну мађарску већину, а у последња четири пописа примећен је пад у броју становника.
У насељу Зобнатица живи 250 пунолетних становника, а просечна старост становништва износи 41,0 година (39,4 код мушкараца и 42,7 код жена). У насељу има 110 домаћинстава, а просечан број чланова по домаћинству је 2,73.
|  |

| Демографија | Демографија | Демографија |
| Година      | Становника  | Становника  |
| ----------- | ----------- | ----------- |
| 1948.       | 1.042       |             |
| 1953.       | 691         |             |
| 1961.       | 927         |             |
| 1971.       | 829         |             |
| 1981.       | 573         |             |
| 1991.       | 388         | 388         |
| 2002.       | 309         | 309         |
| 2011.       | 238         |             |

| Етнички састав према попису из 2002.‍ | Етнички састав према попису из 2002.‍ | Етнички састав према попису из 2002.‍ | Етнички састав према попису из 2002.‍ | Етнички састав према попису из 2002.‍ |
| ------------------------------------ | ------------------------------------ | ------------------------------------ | ------------------------------------ | ------------------------------------ |
|                                      |                                      |                                      |                                      |                                      |
| Мађари                               | Мађари                               |                                      | 194                                  | 62,78%                               |
| Срби                                 | Срби                                 |                                      | 72                                   | 23,30%                               |
| Југословени                          | Југословени                          |                                      | 15                                   | 4,85%                                |
| Хрвати                               | Хрвати                               |                                      | 10                                   | 3,23%                                |
| Словенци                             | Словенци                             |                                      | 3                                    | 0,97%                                |
| Црногорци                            | Црногорци                            |                                      | 1                                    | 0,32%                                |
| Буњевци                              | Буњевци                              |                                      | 1                                    | 0,32%                                |
| непознато                            | непознато                            |                                      | 2                                    | 0,64%                                |

| Година пописа     | 1948. | 1953. | 1961. | 1971. | 1981. | 1991. | 2002. |
| ----------------- | ----- | ----- | ----- | ----- | ----- | ----- | ----- |
| Број домаћинстава | 297   | 191   | 263   | 228   | 182   | 126   | 110   |

| Број чланова      | 1  | 2  | 3  | 4  | 5 | 6 | 7 | 8 | 9 | 10 и више | Просек |
| ----------------- | -- | -- | -- | -- | - | - | - | - | - | --------- | ------ |
| Број домаћинстава | 26 | 32 | 22 | 15 | 9 | 4 | 1 | 1 | 0 | 0         | 2,73   |

| Пол    | Укупно | Неожењен/Неудата | Ожењен/Удата | Удовац/Удовица | Разведен/Разведена | Непознато |
| ------ | ------ | ---------------- | ------------ | -------------- | ------------------ | --------- |
| Мушки  | 137    | 46               | 77           | 7              | 7                  | 0         |
| Женски | 126    | 17               | 77           | 26             | 6                  | 0         |
| УКУПНО | 263    | 63               | 154          | 33             | 13                 | 0         |

| Пол    | Укупно                    | Пољопривреда, лов и шумарство | Рибарство                            | Вађење руде и камена | Прерађивачка индустрија       |
| ------ | ------------------------- | ----------------------------- | ------------------------------------ | -------------------- | ----------------------------- |
| Мушки  | 68                        | 54                            | 0                                    | 0                    | 8                             |
| Женски | 28                        | 18                            | 0                                    | 0                    | 2                             |
| УКУПНО | 96                        | 72                            | 0                                    | 0                    | 10                            |
| Пол    | Производња и снабдевање   | Грађевинарство                | Трговина                             | Хотели и ресторани   | Саобраћај, складиштење и везе |
| Мушки  | 0                         | 1                             | 1                                    | 0                    | 3                             |
| Женски | 0                         | 1                             | 4                                    | 2                    | 0                             |
| УКУПНО | 0                         | 2                             | 5                                    | 2                    | 3                             |
| Пол    | Финансијско посредовање   | Некретнине                    | Државна управа и одбрана             | Образовање           | Здравствени и социјални рад   |
| Мушки  | 0                         | 0                             | 0                                    | 0                    | 0                             |
| Женски | 0                         | 0                             | 1                                    | 0                    | 0                             |
| УКУПНО | 0                         | 0                             | 1                                    | 0                    | 0                             |
| Пол    | Остале услужне активности | Приватна домаћинства          | Екстериторијалне организације и тела | Непознато            | Непознато                     |
| Мушки  | 1                         | 0                             | 0                                    | 0                    | 0                             |
| Женски | 0                         | 0                             | 0                                    | 0                    | 0                             |
| УКУПНО | 1                         | 0                             | 0                                    | 0                    | 0                             |

## Занимљивости

### Ергела коња
Ергела је основана 1750. године. Комплекс ергеле садржи хиподром за галопске и касачке трке, терен за такмичења у препонском јахању, мањеж – покривени простор за јахање и тренинг и коњске штале. На улазу у ергелу, налази се статуа Јадрана, најпознатијег грла из ергеле, освајача Југословенске галопске трипле круне која је направљена у природној величини.
Ту се налази и Музеј коњарства, где је за посетиоце обезбеђена водичка служба. Испред музеја, налази се статуа Казанове, још једног прослављеног тркача из ергеле.
Посетиоци Зобнатице могу да јашу коње; термини су од по 45 минута, дужа варијанта је тросатно јахање околином. Може да се изнајми и «фијакер» (сатна тарифа).
Уз ергелу се налази и акумулационо језеро (види: Зобнатичко језеро), на чијој је обали уређено купалиште и плажа, поред које су угоститељки објекти.
Посебна атракција је, пре неколико година изграђена, ветрењача, којих је у Војводини некада било много, а данас су реткост. Могуће је и пецање рибе уз плаћање дневне дозволе.
Поред расних коња на имању, посетиоци могу видети и дивље свиње, срндаће, нојеве и паунове.

### Зобнатичке коњичке игре
Зобнатичке коњичке игре одржавају се сваког другог викенда у септембру. На дводневној свечаности се окупи и неколико десетина хиљада посетилаца. Манифестација се отвара дефилеом коња и парадом запрега. Ту је и забавна манифестација Зобнатичка ноћ. Недеља је резервисана за касачке трке, галоп и такмичење у препонском јахању.

### Дворац — Каштел
Зграду дворца, која се налази у пољопривредно-туристичком комплексу „Зобнатица“, изградио је спахија Ђула Терлеи на свом имању 1882. године. Дворац је изграђен у духу позног класицизма као спратни репрезентативни објекат. Са бочне стране се налази кула осматрачница са које се види готово цело имање. У комплексу се налази хотел и ресторан „Јадран“.
Дворац је проглашен за културно добро и отворен је за посетиоце.
Данас је бивше имање породице Терлеи надалеко познато као Ергела „Зобнатица“.